# A Tom és Jerry szereplőinek listája
Ez a szócikk a Tom és Jerry című rajzfilmsorozat szereplőinek listáját tartalmazza.

## Főszereplők
- Tom. A kék kandúrmacska. Élete a lustálkodásból, evésből, kényelemből és Jerry-nek, a nemkívánatos lakótársnak az üldözéséből áll. Egy asszony házában él, akinek az arcát sosem lehet látni, és akinek sok kellemetlenséget szokott okozni. Szűkszavú macskaként eszel ki fondorlatos módokat, hogy elkaphassa egér-ősellenségét. (eredeti hangjai: William Hanna (1940–1959), Allen Swift (1960–1962) és Mel Blanc (1963–1967))
- Jerry. A pöttöm barna egér rendkívül kedves, ravasz, sármos és ő maga a válasz Tom imáira – ha asztali áldásról van szó. Jerry maga csendes, de a lárma, amit a macskahaverja felidegesítésével okoz, az már jóval nagyobb. (eredeti hangjai: William Hanna (1940–1959), Allen Swift (1960–1962), Mel Blanc és June Foray (1963–1967))
- Cövek (Spike). A környékbeli amerikai bulldog szereti, ha megleckéztetheti Tomot, aki az apró Jerry kergetése miatt hatalmas gondokat okoz neki, vagy a fiának. Gyakran Jerry segítőtársaként is látható. (eredeti hangjai: Billy Bletcher, Daws Butler)
- Tyke. Spike kisfia: egy kedves, aranyos, és könnyen megijedő amerikai bulldogkölyök. Az apja bármikor megvédi, ápolja, szeretgeti, játszik vele, akár bekoszolódik, akár csuklik, csak kerüljön bajba, és a nagy baj általában Tom.

## Mellékszereplők
- Falatka (Tuffy/Nibbles)

Jerry társa, egy szürke, aranyos és jó sokat evő kisegér. Egy-egy epizódban Jerry unokaöccsének nevezi, igaz Tom és Jerry rokoni kapcsolatai mindig változnak az egyes epizódokban. Amiért jól táplálkozik, a szülei Jerryre bízzák, hogy törődjön vele. Jerry örömmel viseli gondját, ha baja esik. Eteti őt, későbbiekben testőrt is farag belőle. Falatka időnként pelenkát visel. (eredeti hangja: Lucille Bliss)
- Indiánegerek

A két kicsi indián. Falatka hasonmásai. Két kis szürke ikeregér. Jerry segítői. Egy toll van a sapkájukon. Az egyiknek piros, a másiknak kék.
- Mufurc (Butch)

Mogorva, fekete macska. Jól ért az egérfogáshoz. Tom barátja, vagy ellenlábasa, általában a Jerry, vagy a nők feletti kérdésekben. (eredeti hangjai: Billy Bletcher, Daws Butler)
- Villám (Lightning)

Gyors, narancssárga macska. Gyorsan ott terem, ahol szükség van rá az egérfogásban. Tom ellenfele. (magyar hangja: Quintus Konrád)
- Frankie (Meathead)

Egy szembeszálló barna macska. Nagyon agresszív az egérfogásban. Tom barátja, vagy ellenlábasa.
- Topsy

Egy kisméretű szürke felnőttmacska. Párszor jár Tom házában, szórakozni a többi barátjával, van úgy, hogy kiskorúként mutatkozik meg a filmben. Tom egyik barátja, az utcai macskák közül. Megtéveszthetően hasonlít Tom egyik ifjabb rokonára, de nem azonos vele.
- Topsy

Egy kis szürke macskagyerek. Tom tanítja egeret fogni, de szívesebben barátkozik az egerekkel. Tom unokaöccse, vagy legalábbis valamilyen ifjabb rokona. Megtéveszthetően hasonlít Tom egyik barátjára, de nem azonos vele.
- Mirci Cica (Sheikie/Toots)

Egy szép arcú lánymacska. Egyszer Két Cipő Asszony fogadja vendégségbe. Szeret táncolni és szeret a divatnak megfelelően öltözködni. Tom Jampimacskaként táncol vele. Tom egyszer meghívja vacsoravendégül is. Szürke színű Mirci Cica. (eredeti hangja: Sara Berner / magyar hangja: Jani Ildikó)
- Toodles Galore

Egy szép arcú lánymacska. Tom egyszer szerenádozik neki, majd a tengerparton randizik vele.Tom és Mufurc kiállnak egymás ellen, hogy melyikük párja legyen.
- Timótka (Aloysius)

Egy barna macska. Egy epizódban tűnik fel, ami után az úthenger elé kerül. Befogadják az üdvözöltek közé.
- Kormi (Muff)

Az első bajkeverő kismacska, fekete színű.
- Cirmi (Fluff)

A második bajkeverő kismacska, szürke színű.
- Marci (Puff)

A harmadik bajkeverő kismacska, narancssárga színű.
- George macska (Cousin George Cat)

Tom unokatestvére. Nagyon hasonlít Tomra. Nagyon félénk macska, még az egerektől is fél. (eredeti hangja: Bill Thompson / magyar hangja: Böröndi Tamás)
- Muszkli egér (Cousin Muscles Mouse)

Jerry unokatestvére. Nagyon hasonlít Jerryre. Egy sárga pulóvert és egy zöld kalapot hord. Nagyon bátor és erős egér. A macskákkal is szembe mer szállni, alaposan elveri őket és ugyanezt teszi Tommal, aki viszont nem bírja elviselni ezt, s mindig ellencsapást intéz, de hasztalanul. (eredeti hangja: Paul Frees / magyar hangja: Vass Gábor)
- Varázslóegér

Egy varázslóegér. Jerry rokona vagy csak hasonmása. Nagyon hasonlít Jerryre. Egy köpenyt és egy cilindert hord. Jól ért a bűvésztrükkökhöz. A macskákkal szemben is mer tréfálkozni.
- Kis fehér egér

Az eltűnt egér. Nagyon hasonlít Jerryre, csak fehér a színe. Egy laboratóriumból szökött meg. Tom és Jerry házában lapul meg. Nagyon sok robbanószert nyel le. Mikor Tom megüti, az ütés hatására felrobban.
- Topo

Egy kis csíkos blúzos egér. Nápolyban kirándul Tommal és Jerryvel. Bemutatja nekik a várost és elmennek csemegézni. Három kutyával szemben is harcolnak, akik végül megbarátkoznak velük. (eredeti hangja: Lucille Bliss / magyar hangja: Cseke Péter)
- Pecos bácsi (Uncle Pecos Pest)

Jerry nagybátyja. Szeret gitározni, de mégsem ért hozzá. Amikor elszakad egy gitárhúr, akkor Tom egy szál bajszát akarja gitárhúrnak használni. (eredeti hangja: Shug Fisher / magyar hangja: Kaszás Attila)
- Ördög (The red / green devil)

Tom mellett, piros színben jelenik meg, mikor előjön. Ha Tom valami rosszat cselekszik, akkor biztatja, hogy tegye meg. Jerry mellett, zöld színben jelenik meg, mikor előjön. Ha Jerry valami rosszat cselekszik, megpróbálja lebeszélni róla. (eredeti hangja: Frank Graham / magyar hangja: Józsa Imre)
- Hápi (Quacker)

Egy kis sárga házi kacsa. Általában elveszíti az édesanyját, ezért összetart gyakran Jerryvel. Jerry megvédi Tomtól és hazajuttatja édesanyjához. Mindig egy másik visszatérő karakterként szerepel a sorozatokban. Minden egyes epizódban, mikor szerepel, másmilyen szerepet játszik. (eredeti hangja: Red Coffey, magyar hangja: Rudolf Péter)
- Kacsamama (Mother Duck)

Hápi édesanyja. Gyakran elveszíti a fia, Quacker és Jerry segíti visszajuttatni hozzá fiát. (eredeti hangja: Red Coffey / magyar hangja: Várhegyi Teréz)
- Henry

Hápi édesapja. Megvédi fiát, Quackert és feleségét is Tomtól. (eredeti hangja: Red Coffey / magyar hangja: Kristóf Tibor)
- Kiskacsa

Egy kis zöld vadkacsa. Tom meglövi a szárnyát és Jerry bekötözi. Csak egy epizódban szerepel, amelyben Quacker után újracsinált karakter. (eredeti hangja: Red Coffey / magyar hangja: Rudolf Péter)
- Cuckoo (Cuckoo The Canary)

Egy kis sárga kanárimadár. Hasonlít Quacker kiskacsára. Jerryvel összetart és megvédi Tomtól.
- Goldy

Egy kis aranyhal. Egyszer Tom még lazít a nappaliban, meghallja a rádióban egy híres francia szakács receptjét. A recept legfontosabb hozzá valója egy frissen kifogott hal. Tom ekkor Goldyt akarja megenni. Próbálta főzve is sütve is, de nem sikerült, mert Jerry megvédte Goldyt.
- Kis Harkály

Egy kis harkály, aki kiesik tojásban a fészkéből. Begurul Jerry házába. Mikor kikel Jerry segíti visszajuttatni mamájához.
- Két cipős asszony (Mammy Two Shoes)

Egy öreg négerasszony. Tom első házigazdája. Jerryt távol tartja tőle Tom. Gyakran seprűvel fenyegeti Tomot, ha rosszul sül el valami. Az arcát egyszer egy pillanatnyi jelenet kivételével nem lehet látni a sorozatokban. (eredeti hangjai: Lillian Randolph, Thea Vidale és June Foray)
- Nancy

Egy kislány. Tom második házigazdája. Babacicának öltözteti Tomot, úgy játszik vele és a kis bölcsőjébe teszi, majd később azzal bűnteti (miközben Tom egy gúnyolódási kalamajka áldozata lett), hogy ricinusolajjal eteti. (eredeti hangja: Sara Berner / magyar hangja: Csellár Réka)
- Joan

Egy fiatal hölgy, George felesége. Tom harmadik házigazdája. A házban inkább Tomnak látja hasznát, mint Cöveknek. Az arcát hol lehet látni, hol nem lehet. Egy epizódról készült egy újra csinált verzió, melyben a szerepet Két Cipő Asszony szerepéről leváltották az ő szerepére. (eredeti hangja: June Foray / magyar hangja: Szerencsi Éva (98. részben), Tóth Judit, Andresz Kati (100. részben))
- George

Joan férje. A házban inkább Cöveknek látja a hasznát, mint Tomnak. (eredeti hangja: Daws Butler, George O’Hanlon / magyar hangja: Ujréti László)
- Jeannie

Joan és George lánya. Mikor elmennek a szülők, egyedül maradva pótmamáskodik. Míg telefonál, addig Tom és Jerry gondját viseli a bébinek. (eredeti hangja Janet Waldo / magyar hangja: Jani Ildikó (114. részben), Mezei Kitty (100. részben))
- Baba (Joan and George baby's)

Joan és George babája. Még kisbaba. Egyedül kimegy az utcára. Ilyenkor Tom és Jerry mentik meg közösen.
- Farmer

Tom negyedik házigazdája. A farmon főz és süt valamint csenget mikor enni hívja Tomot. (eredeti hangja: Stan Freberg / magyar hangja: Gruber Hugó)
- Clint Clobber

Tom ötödik házigazdája. Kirándulni mennek Tommal. Egyszer horgászni a tóhoz, egyszer roston sütni a rétre és egyszer afrikai vadászatra mennek. Meglehetősen agresszív és durva ember. Mindig énekelget. (eredeti hangja: Allen Swift / magyar hangja: Láng József)
- Házigazda (Wife)

Tom hatodik házigazdája. Egy vékony fiatal szőke hölgy. Egy jelenettel látható arca. Csak egérfogás mellett látja el Tomot a házában. Egyszer vendégségbe fogad egy kiscicát is, akit Tom távol akar tartani a háztól, de Jerry mindent megtesz érte, hogy megmentse.
- Táncoló Medve (Barney Bear)

A táncoslábú medve, aki megszökött a karneválból. Mikor zenét hall, elkezd táncolni.
- Sas (Eagle)

Tomtól el akarja venni Jerryt, hogy megegye. Tom sasfeleségnek álcázva akarja becsapni őt, de ez rosszul sül el. (eredeti hangja: Frank Graham / magyar hangja: Bakó Márta)
- Oroszlán (Lion)

Megszökik az cirkuszból és Jerry segíti visszajuttatni Afrikába. (eredeti hangja: Frank Graham / magyar hangja: Tyll Attila)
- Bébi Fóka (Baby Seal)

Megszökik a cirkuszból és Jerry segít rajta. Tom fókának öltözik, hogy játszanak, de tévedésből Tomot viszik el helyette a cirkuszba. (eredeti hangja: Pinto Colvig / magyar hangja: Straub Dezső (felolvasva))
- Hangyák (Ants)

A kempinghangyák. Mikor Cövek és Tyke piknikeznek, ki akarják rámolni őket.
- Boszorkány (Sorceress)

Gonosz boszi, akivel Tom seprűn utazik, és Tom utána engedetlenül is furikázik a seprűjével, hogy nélküle van, és ezért a banya Tomot megbünteti. (eredeti hangja: June Foray, magyar hangja: Hacser Józsa)

## A Tom és Jerry eredeti és magyar hangjai
| Szereplő                   | Magyar hang                | Megjegyzés |
| -------------------------- | -------------------------- | --- |
| Tom                        | Koroknay Géza              | Tom és Jerry Tom és Jerry új kalandjai (MTVA-szinkron) |
| Tom                        | Kautzky Armand             | Tom és Jerry – A mozifilm |
| Tom                        | Kossuth Gábor              | Tom és Jerry – Robin Hood hű egere Tom és Jerry – Az óriás kaland Tom és Jerry – Az elveszett sárkány                                                           |
| Tom                        | Magyar Bálint              | Tom és Jerry legújabb kalandjai (énekhang) |
| Tom                        | Pavletits Béla             | Tom és Jerry New Yorkban (énekhang) |
| Tom                        | Eredeti hang               | Legtöbbször |
| Jerry                      | Földessy Margit            | Tom és Jerry Tom és Jerry új kalandjai (MTVA-szinkron) Tom és Jerry – A mozifilm                                                                                |
| Jerry                      | Juhász Levente             | Tom és Jerry New Yorkban (énekhang) |
| Jerry                      | Eredeti hang               | Legtöbbször |
| Cövek (Spike/Killer/Butch) | Farkas Antal               | Tom és Jerry Tom és Jerry új kalandjai (MTVA-szinkron) |
| Cövek (Spike/Killer/Butch) | Berzsenyi Zoltán           | Tom és Jerry új kalandjai (RTL Klub-szinkron) Tom és Jerry újabb kalandjai (2. évad)                                                                            |
| Cövek (Spike/Killer/Butch) | Reviczky Gábor             | Tom és Jerry vidám kalandjai (MTVA-szinkron) |
| Cövek (Spike/Killer/Butch) | Borbiczki Ferenc           | Tom és Jerry vidám kalandjai (RTL Klub-szinkron) Tom és Jerry újabb kalandjai (1. évad) Tom és Jerry – A varázsgyűrű Tom és Jerry-show Tom és Jerry New Yorkban |
| Cövek (Spike/Killer/Butch) | Cs. Németh Lajos           | Tom és Jerry gyerekshow (1-2. évad) |
| Cövek (Spike/Killer/Butch) | Juhász György              | Tom és Jerry gyerekshow (3-4. évad) |
| Cövek (Spike/Killer/Butch) | Schneider Zoltán           | Tom és Jerry és Sherlock Holmes |
| Cövek (Spike/Killer/Butch) | Dézsy Szabó Gábor          | Tom és Jerry – Robin Hood hű egere |
| Cövek (Spike/Killer/Butch) | Epres Attila               | Tom és Jerry – Az óriás Kaland |
| Cövek (Spike/Killer/Butch) | Bolla Róbert               | Tom és Jerry – Kémkaland |
| Cövek (Spike/Killer/Butch) | Németh Gábor               | Tom és Jerry – Willy Wonka és a csokigyár |
| Tyke                       | Boros Zoltán               | Tom és Jerry gyerekshow (1-2. évad) |
| Tyke                       | Csőre Gábor                | Tom és Jerry gyerekshow (3-4. évad) |
| Tyke                       | Eredeti hang               | Legtöbbször |
| Két cipő asszony           | Győri Ilona                | Tom és Jerry (1. hang) |
| Két cipő asszony           | Jani Ildikó                | Tom és Jerry (2. hang) |
| Két cipő asszony           | Bókai Mária                | Tom és Jerry (3. hang) Tom és Jerry újabb kalandjai (1. évad, 1. hang)                                                                                          |
| Két cipő asszony           | Némedi Mari                | Tom és Jerry újabb kalandjai (1. évad, 2. hang) |
| Két cipő asszony           | Menszátor Magdolna         | Tom és Jerry újabb kalandjai (2. évad) |
| Mufurc (Butch)             | Quintus Konrád             | Tom és Jerry (1x12. 1x23. rész) |
| Mufurc (Butch)             | Straub Dezső               | Tom és Jerry |
| Mufurc (Butch)             | Koroknay Géza              | Tom és Jerry (1x84. rész) |
| Mufurc (Butch)             | Hollósi Frigyes            | Tom és Jerry újabb kalandjai (1. évad) |
| Mufurc (Butch)             | Crespo Rodrigo             | Tom és Jerry újabb kalandjai (2. évad) |
| Mufurc (Butch)             | Csuja Imre                 | Tom és Jerry-show (1-4. évad) |
| Mufurc (Butch)             | Papucsek Vilmos            | Tom és Jerry-show (4x12. rész) |
| Mufurc (Butch)             | Gáspár András              | Tom és Jerry-show (5. évad) Tom és Jerry New Yorkban (1. évad)                                                                                                  |
| Mufurc (Butch)             | Galbenisz Tomasz           | Tom és Jerry New Yorkban (2. évad) |
| Mufurc (Butch)             | Pál Tamás                  | Tom és Jerry New Yorkban (énekhang) |
| Falatka (Nibbles/Tuffy)    | Straub Dezső Lippai László | Tom és Jerry |
| Falatka (Nibbles/Tuffy)    | Szokol Péter               | Tom és Jerry vidám kalandjai (MTVA-szinkron) |
| Falatka (Nibbles/Tuffy)    | Szalay Csongor             | Tom és Jerry vidám kalandjai (RTL Klub-szinkron) |
| Falatka (Nibbles/Tuffy)    | Talmács Márta              | Tom és Jerry újabb kalandjai (1. évad) |
| Falatka (Nibbles/Tuffy)    | Molnár Levente             | Tom és Jerry újabb kalandjai (2. évad) |
| Falatka (Nibbles/Tuffy)    | Mánya Zsófia               | Tom és Jerry – A diótörő varázsa |
| Falatka (Nibbles/Tuffy)    | Bogdán Gergő               | Tom és Jerry és Sherlock Holmes |
| Falatka (Nibbles/Tuffy)    | Madarász Éva               | Tom és Jerry és Óz, a csodák csodája |
| Falatka (Nibbles/Tuffy)    | Nemes Takách Kata          | Tom és Jerry – Az óriás kaland |
| Falatka (Nibbles/Tuffy)    | Straub Norbert             | Tom és Jerry-show (1. évad) |
| Falatka (Nibbles/Tuffy)    | Pál Dániel Máté            | Tom és Jerry-show (2-5. évad) |
| Falatka (Nibbles/Tuffy)    | Haffner Anikó              | Tom és Jerry – Willy Wonka és a csokigyár |
| Hápi (Quacker)             | Rudolf Péter               | Tom és Jerry |
| Hápi (Quacker)             | Detre Annamária            | Tom és Jerry új kalandjai (MTVA-szinkron) |
| Hápi (Quacker)             | Szabó Máté                 | Tom és Jerry új kalandjai (RTL Klub-szinkron) |
| Hápi (Quacker)             | Szalay Csongor             | Tom és Jerry-show (1. évad) |
| Hápi (Quacker)             | Pálmai Szabolcs            | Tom és Jerry-show (2. évad) |
| Hápi (Quacker)             | Joó Gábor                  | Tom és Jerry-show (3. évad) |
| Hápi (Quacker)             | Bor László                 | Tom és Jerry New Yorkban |
| Droopy                     | Gruber Hugó                | A filmsorozat 3 részében |
| Droopy                     | Schnell Ádám               | Tom és Jerry vidám kalandjai (MTVA-szinkron) |
| Droopy                     | Kerekes József             | Tom és Jerry vidám kalandjai (RTL Klub-szinkron) Tom és Jerry – A varázsgyűrű Tom és Jerry újabb kalandjai (1. évad)                                            |
| Droopy                     | Beregi Péter               | Tom és Jerry gyerekshow |
| Droopy                     | Seder Gábor                | Tom és Jerry újabb kalandjai (2. évad) |
| Droopy                     | Vass Gábor                 | Tom és Jerry és Sherlock Holmes |
| Droopy                     | Lippai László              | Tom és Jerry és Óz, a csodák csodája |
| Droopy                     | Sörös Miklós               | Tom és Jerry – Robin Hood és hű egere |
| Droopy                     | Fekete Zoltán              | Tom és Jerry – Az óriás kaland |
| Droopy                     | Szvetlov Balázs            | Tom és Jerry – Kémkaland |
| Ordas                      | Faragó József              | A filmsorozat 2 részében |
| Ordas                      | Kocsis György              | Tom és Jerry vidám kalandjai (MTVA-szinkron) |
| Ordas                      | Galbenisz Tomasz           | Tom és Jerry vidám kalandjai (RTL Klub-szinkron) |
| Ordas                      | Mikula Sándor              | Tom és Jerry gyerekshow (1-2. évad) |
| Ordas                      | Kerekes József             | Tom és Jerry gyerekshow (3-4. évad) |
| Barney                     | Szabó Ottó                 | Bugómocsing szomszéd |
| Barney                     | Dimulász Miklós            | Tom és Jerry vidám kalandjai (MTVA-szinkron) |
| Barney                     | Viczián Ottó               | Tom és Jerry vidám kalandjai (RTL Klub-szinkron) |
| Barney                     | Stern Dániel               | Tom és Jerry – Robin Hood és hű egere |
| Barney                     | Bognár Tamás               | Tom és Jerry – Az óriás kaland |
| Butch bulldog              | Hollósi Frigyes            | Tom és Jerry – A varázsgyűrű' |
| Butch bulldog              | Farkas Antal               | Droopy-rövidfilm |
| Butch bulldog              | Szokol Péter               | Tom és Jerry és Sherlock Holmes |
| Butch bulldog              | Forgács Gábor              | Tom és Jerry – Óz a csodák csodája |

- További magyar hangok (1987-ben): Bács Ferenc, Balázsi Gyula, Beregi Péter, Bessenyei Emma, Botár Endre, Bursi Katalin, Czigány Judit, Csernák János, Dallos Szilvia, Dengyel Iván, Detre Annamária, Dimulász Miklós, Dobránszky Zoltán, Dózsa László, Fülöp Zsigmond, Gálvölgyi János, Hacser Józsa, Harkányi Endre, Horváth Pál, Izsóf Vilmos, Jakab Csaba, Józsa Imre, Kaló Flórián, Kerekes József, Kiss Erika, Kiss László, Kokas László, Konrád Antal, Kovács Nóra, Kránitz Lajos, Kristóf Tibor, Kun Vilmos, Láng József, Lippai László, Magda Gabi, Makay Sándor, Miklósy György, Orosz István, Pálos Zsuzsa, Pathó István, Perlaki István, Pregitzer Fruzsina, Pusztaszeri Kornél, Schubert Éva, Surányi Imre, Szabó Ottó, Szerednyey Béla, Szersén Gyula, Szombathy Gyula, Tóth Titusz, Tyll Attila, Ujlaki Dénes, Varga T. József, Velenczey István, Zana József
- További magyar hangok (1988-ban): Bata János, Csellár Réka, Csurka László, Dobránszky Zoltán, Farkas Zsuzsa, Fülöp Zsigmond, Izsóf Vilmos, Képessy József, Kern András, Konrád Antal, Konter László, Láng József, Málnai Zsuzsa (felolvasva), Mányai Zsuzsa, Pásztor Erzsi, Perlaki István, Surányi Imre, Tyll Attila, Versényi László
- További magyar hangok (1992-ben): Bor Zoltán, Bozai József, Csere Ágnes, Csere László, Faragó Vera, Haumann Péter, Juhász Jácint, Kisfalussy Bálint, Kiss Zsuzsanna, Kristóf Tibor, Melis Gábor, Perlaki István, Soós László, Szerednyey Béla, Teizi Gyula, Uri István, Vadász Bea
- További magyar hangok (1992 és 1993 között): Cs. Németh Lajos, Beregi Péter, Bolba Tamás, Boros Zoltán, Fekete Zoltán, Kertész Zsuzsa, Lázár Sándor, Mikula Sándor, Papp Ágnes, Urbán Andrea, Vadász Bea
- További magyar hangok (2002-ben): Andresz Kati, Bácskai János, Bolla Róbert, Breyer Zoltán, F. Nagy Zoltán, Faragó András, Fesztbaum Béla, Galambos Péter, Háda János, Holl Nándor, Imre István, Katona Zoltán, Koroknay Géza, Némedi Mari, Orosz István, Pálfai Péter, Pálmai Szabolcs, Perlaki István, Pusztaszeri Kornél, Szűcs Sándor, Vári Attila
- További magyar hangok (2002 és 2017 között): Ács Balázs, Agócs Judit, Albert Gábor, Anger Zsolt, Balázsi Gyula, Barbinek Péter, Bordás János, Breyer Zoltán, Csépai Eszter, Csifó Dorina, Csuha Lajos, Czifra Krisztina, Elek Ferenc, Faragó András, Fekete Zoltán, Fésűs Bea, Forgács Gábor, Galbenisz Tomasz, Gallusz Nikolett, Garai Róbert, Gay Ágota, Görög László, Gyurin Zsolt, Haás Vander Péter, Harsányi Gábor, Ifj. Jászai László, Illyés Mari, Jantyik Csaba, Kajtár Róbert, Karácsonyi Zoltán, Kárpáti Levente, Kassai Ilona, Kassai Károly, Kézdy György, Király Adrián, Kis-Kovács Luca, Koncz István, Koroknay Géza, Kossuth Gábor, Kőszegi Ákos, Kránitz Lajos, Maday Gábor, Megyeri János, Mics Ildikó, Náray Erika, Nemes Takách Kata, Németh Gábor, Orosz Anna, Orosz István, Pálos Zsuzsa, Papp János, Réti Szilvia, Rosta Sándor, Sarádi Zsolt, Seder Gábor, Sipos Eszter Anna, Spilák Klára, Szombathy Gyula, Szűcs Sándor, Szvetlov Balázs, Takátsy Péter, Törköly Levente, Varga Gábor, Varga Rókus, Várkonyi András, Végh Ferenc, Verebély Iván, Versényi László, Vida Sára, Vizy György, Wohlmuth István, Zöld Csaba
- További magyar hangok (2007 és 2009 között): Andresz Kati, Bácskai János, Beratin Gábor, Bozai József, Csuha Lajos, Faragó András, Fehér Péter, Fésűs Bea, Forgács Gábor, Kapácsy Miklós, Kisfalvi Krisztina, Pálmai Szabolcs, Péter Richárd, Széles Tamás, Tóth G. Zoltán, Várkonyi András, Vass Gábor, Viczián Ottó, Wohlmuth István
- További magyar hangok (2009-ben): Besenczi Árpád, Crespo Rodrigo, Csuha Lajos, Fehér Péter, Fekete Zoltán, Fésűs Bea, Forgács Gábor, Hegedűs Miklós, Kapácsy Miklós, Katona Zoltán, Kisfalvi Krisztina, Mánya Zsófi, Melis Gábor, Pálmai Szabolcs, Pipó László, Rosta Sándor, Seszták Szabolcs, Sörös Miklós, Szabó Máté, Szalay Csongor, Széles Tamás, Szokol Péter, Szórádi Erika, Tóth G. Zoltán, Varga Rókus, Várday Zoltán, Vass Gábor, Viczián Ottó
- További magyar hangok (2014-től napjainkig): Bognár Tamás, Bozai József, Forgács Gábor, Grúber Zita, Kassai Károly, Kelemen Kata, Király Adrián, Kiss Erika, Kossuth Gábor, Láng Balázs, Mezei Kitty, Orosz Anna, Pálfai Péter, Szabó Máté, Szabó Zselyke, Varga Gábor, Varga T. József